# Brian Teacher
Brian David Teacher, né le 23 décembre 1954 à San Diego, Californie, est un ancien joueur de tennis professionnel américain.

## Biographie
Il a étudié l'économie à l'université du Sud de la Californie mais passe professionnel en 1976 sans avoir obtenu de diplôme.
Doté d'un jeu offensif et spécialiste du service-volée, il a remporté 8 tournois ATP en simple dont un titre du Grand Chelem à l'Open d'Australie en 1980 contre Kim Warwick.
Titré à 16 reprises en double, il a également atteint deux demi-finales en 1977 à Wimbledon et l'US Open avec Bob Carmichael.
Au tournoi de Wimbledon en 1982, il bat Mats Wilander en trois sets et se qualifie pour les quarts de finale où il échouera contre Tim Mayotte.
Après sa carrière, il a notamment entraîné Greg Rusedski.

## Parcours dans les tournois duGrand Chelem

### En simple
| Année | Open d'Australie | Open d'Australie | Internationaux de France | Internationaux de France | Wimbledon       | Wimbledon    | US Open         | US Open       | Open d'Australie | Open d'Australie |
| ----- | ---------------- | ---------------- | ------------------------ | ------------------------ | --------------- | ------------ | --------------- | ------------- | ---------------- | ---------------- |
| 1973  | —                | —                | —                        | —                        | —               | —            | 2e tour (1/32)  | C. Richey     | n.o.             | n.o.             |
| 1974  | —                | —                | —                        | —                        | —               | —            | 3e tour (1/16)  | S. Smith      | n.o.             | n.o.             |
| 1975  | —                | —                | —                        | —                        | —               | —            | 1er tour (1/64) | L. Álvarez    | n.o.             | n.o.             |
| 1976  | —                | —                | —                        | —                        | 2e tour (1/32)  | R. Lewis     | 1er tour (1/64) | F. McMillan   | n.o.             | n.o.             |
| 1977  | 1er tour (1/32)  | R. Tanner        | 2e tour (1/32)           | P. Hutka                 | 1er tour (1/64) | C. Pasarell  | 2e tour (1/32)  | Ž. Franulović | 1er tour (1/32)  | J. Newcombe      |
| 1978  | n.o.             | n.o.             | 3e tour (1/16)           | R. Ramírez               | 2e tour (1/32)  | B. Gottfried | 1/8 de finale   | J. Kriek      | —                | —                |
| 1979  | n.o.             | n.o.             | 2e tour (1/32)           | J.-F. Caujolle           | 1/8 de finale   | B. Borg      | 1er tour (1/64) | N. Saviano    | —                | —                |
| 1980  | n.o.             | n.o.             | —                        | —                        | 3e tour (1/16)  | K. Curren    | 1/8 de finale   | R. Tanner     | Victoire         | K. Warwick       |
| 1981  | n.o.             | n.o.             | —                        | —                        | 2e tour (1/32)  | V. Amritraj  | 2e tour (1/32)  | M. Davis      | —                | —                |
| 1982  | n.o.             | n.o.             | —                        | —                        | 1/4 de finale   | T. Mayotte   | 2e tour (1/32)  | S. Davis      | 1/4 de finale    | H. Pfister       |
| 1983  | n.o.             | n.o.             | —                        | —                        | 3e tour (1/16)  | T. Mayotte   | 1er tour (1/64) | E. Korita     | 3e tour (1/16)   | P. Cash          |
| 1984  | n.o.             | n.o.             | —                        | —                        | 1er tour (1/64) | G. Michibata | 1er tour (1/64) | I. Lendl      | —                | —                |
| 1985  | n.o.             | n.o.             | —                        | —                        | 1er tour (1/64) | H. Günthardt | 3e tour (1/16)  | J. Berger     | 2e tour (1/32)   | B. Testerman     |
| 1986  | n.o.             | n.o.             | —                        | —                        | 2e tour (1/32)  | R. Seguso    | 1er tour (1/64) | B. Dyke       | n.o.             | n.o.             |

N.B. : à droite du résultat se trouve le nom de l'ultime adversaire.

### En double
| Année | Open d'Australie            | Open d'Australie   | Internationaux de France   | Internationaux de France | Wimbledon                  | Wimbledon             | US Open                   | US Open                | Open d'Australie           | Open d'Australie    |
| ----- | --------------------------- | ------------------ | -------------------------- | ------------------------ | -------------------------- | --------------------- | ------------------------- | ---------------------- | -------------------------- | ------------------- |
| 1972  | —                           | —                  | —                          | —                        | —                          | —                     | 1er tour (1/32) S. Mott   | M. Machette R. Ramírez | n.o.                       | n.o.                |
| 1973  | —                           | —                  | —                          | —                        | —                          | —                     | 2e tour (1/16) R. Kreiss  | P. Cornejo J. Fillol   | n.o.                       | n.o.                |
| 1974  | —                           | —                  | —                          | —                        | —                          | —                     | 2e tour (1/16) T. Waltke  | R. Lutz S. Smith       | n.o.                       | n.o.                |
| 1975  | —                           | —                  | —                          | —                        | —                          | —                     | —                         | —                      | n.o.                       | n.o.                |
| 1976  | —                           | —                  | —                          | —                        | 1er tour (1/32) P. Fleming | F. Jauffret P. Proisy | 1er tour (1/32) W. Brown  | P. Fleming F. Taygan   | n.o.                       | n.o.                |
| 1977  | 1er tour (1/16) J. Holladay | R. Case G. Masters | 1er tour (1/32) L. Álvarez | Dowdeswell C. Kachel     | 1/2 finale Carmichael      | Alexander P. Dent     | 1/2 finale Carmichael     | B. Hewitt F. McMillan  | —                          | —                   |
| 1978  | n.o.                        | n.o.               | 1/8 de finale Carmichael   | A. Ashe F. McNair        | 2e tour (1/16) Carmichael  | B. Hewitt F. McMillan | 2e tour (1/16) C. Dibley  | W. Fibak T. Okker      | —                          | —                   |
| 1979  | n.o.                        | n.o.               | 1/8 de finale Carmichael   | A. Ashe D. Stockton      | 1/4 de finale Carmichael   | B. Hewitt F. McMillan | —                         | —                      | —                          | —                   |
| 1980  | n.o.                        | n.o.               | —                          | —                        | 1/8 de finale F. Taygan    | K. Curren S. Denton   | 1er tour (1/32) B. Manson | A. Jarrett J. Lloyd    | —                          | —                   |
| 1981  | n.o.                        | n.o.               | —                          | —                        | 1er tour (1/32) B. Manson  | U. Marten W. Popp     | 1er tour (1/32) B. Manson | Newcombe F. Stolle     | —                          | —                   |
| 1982  | n.o.                        | n.o.               | —                          | —                        | 1er tour (1/32) B. Manson  | D. Dowlen N. Odizor   | 1/8 de finale B. Manson   | C. Hooper P. Rennert   | —                          | —                   |
| 1983  | n.o.                        | n.o.               | —                          | —                        | 1/8 de finale F. Buehning  | Alexander Fitzgerald  | —                         | —                      | 1er tour (1/32) Gerulaitis | J. Bates B. Derlin  |
| 1984  | n.o.                        | n.o.               | —                          | —                        | 2e tour (1/16) S. Davis    | Gullikson             | —                         | —                      | —                          | —                   |
| 1985  | n.o.                        | n.o.               | —                          | —                        | 1er tour (1/32) Donnelly   | C.B. Cox A. Kohlberg  | —                         | —                      | 2e tour (1/16) F. González | De Palmer P. Doohan |
| 1986  | n.o.                        | n.o.               | —                          | —                        | 2e tour (1/16) B. Gilbert  | M. Davis B. Drewett   | —                         | —                      | n.o.                       | n.o.                |

N.B. : le nom du ou de la partenaire se trouve sous le résultat ; le nom des ultimes adversaires se trouve à droite.